# Disco circunstelar
Um disco circunstelar  é uma acumulação de matéria em forma de toro, panqueca ou anel, composta de gás, poeira, planetesimais, asteroides ou fragmentos de colisões, em órbita em redor de uma estrela. Em torno das estrelas mais jovens, eles são os reservatórios de material a partir dos quais podem se formar planetas. Em estrelas maduras, indicam que aconteceu a formação de planetesimais e, em anãs brancas, que o material planetário sobreviveu a todo o processo de evolução estelar. Um disco pode se manifestar de diversos modos.

## Estrela jovem

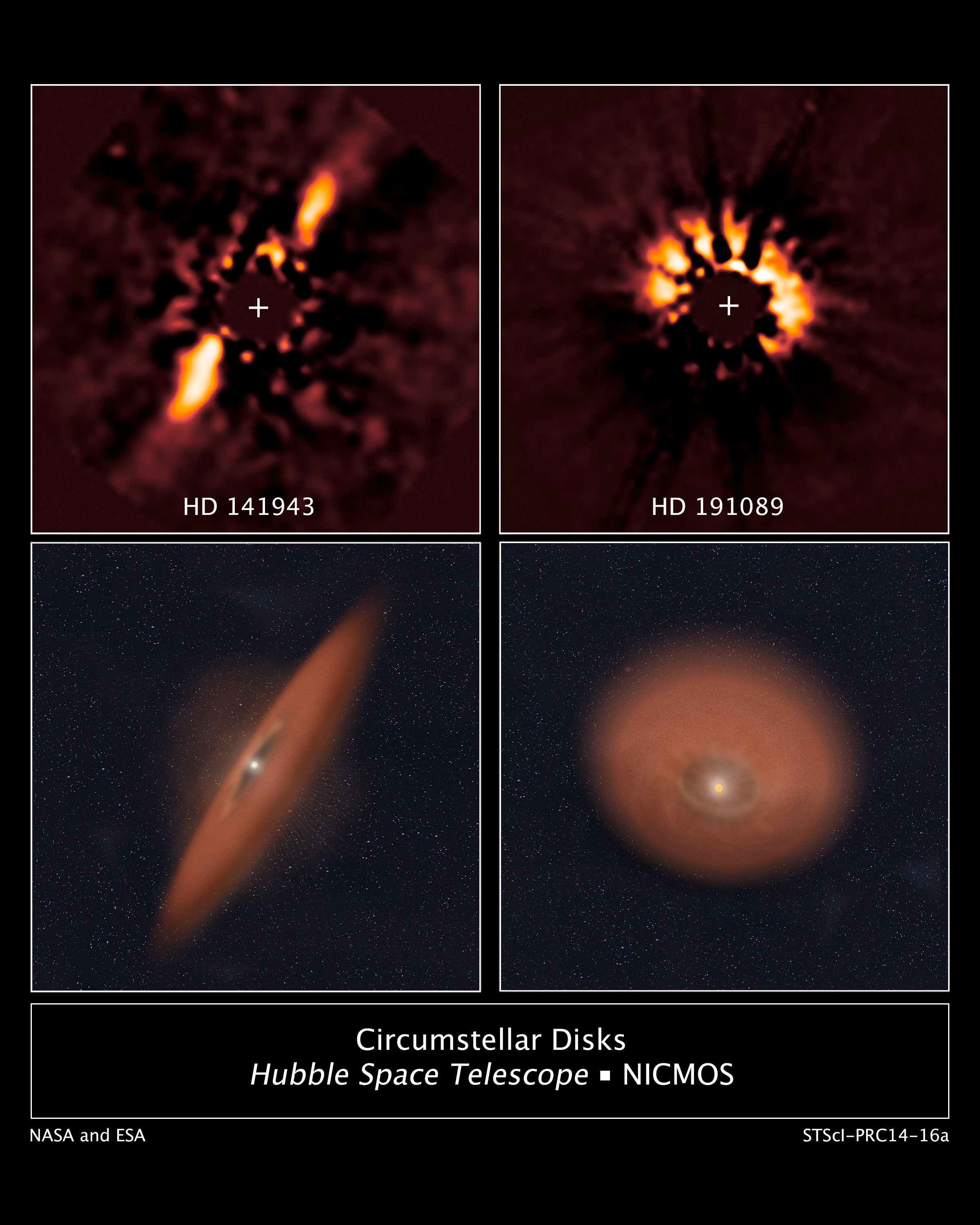
Discos circunstelares HD 141943 e HD 191089.

De acordo com o modelo largamente aceito de formação estelar, às vezes chamado de hipótese nebular, uma estrela jovem (protoestrela) é formada pelo colapso gravitacional de um bolsão de matéria, dentro de uma nuvem molecular gigante. O material atraído possui uma quantidade de momento angular, o que resulta na formação de um disco protoplanetário gasoso em torno da estrela jovem em rotação. O disco circunstelar também em rotação, denso e formado de gás e poeira, continua a alimentar a estrela central. Ele pode conter algum percentual da massa da estrela central, principalmente na forma de gás, que por sua vez é principalmente hidrogênio. A fase principal da acreção dura alguns milhões de anos, com taxas de acreção tipicamente entre 10−7 e 10−9 massas solares por ano (taxas para sistemas típicos apresentadas por Hartmann et al).
O disco se resfria gradualmente, no que é conhecido como estágio T Tauri. Dentro deste disco, pode ocorrer a formação de pequenos grãos de poeira feitos de rochas e gelos, e esses podem coagular como planetesimais Se o disco for suficientemente massivo, iniciam-se as acreções de fuga, resultando no aparecimento de embriões planetários. Acredita-se que a formação de sistemas planetários seja um resultado natural da formação de estrelas. Uma estrela como o Sol normalmente leva em torno de 100 milhões de anos para se formar.

## Ao redor do Sistema Solar

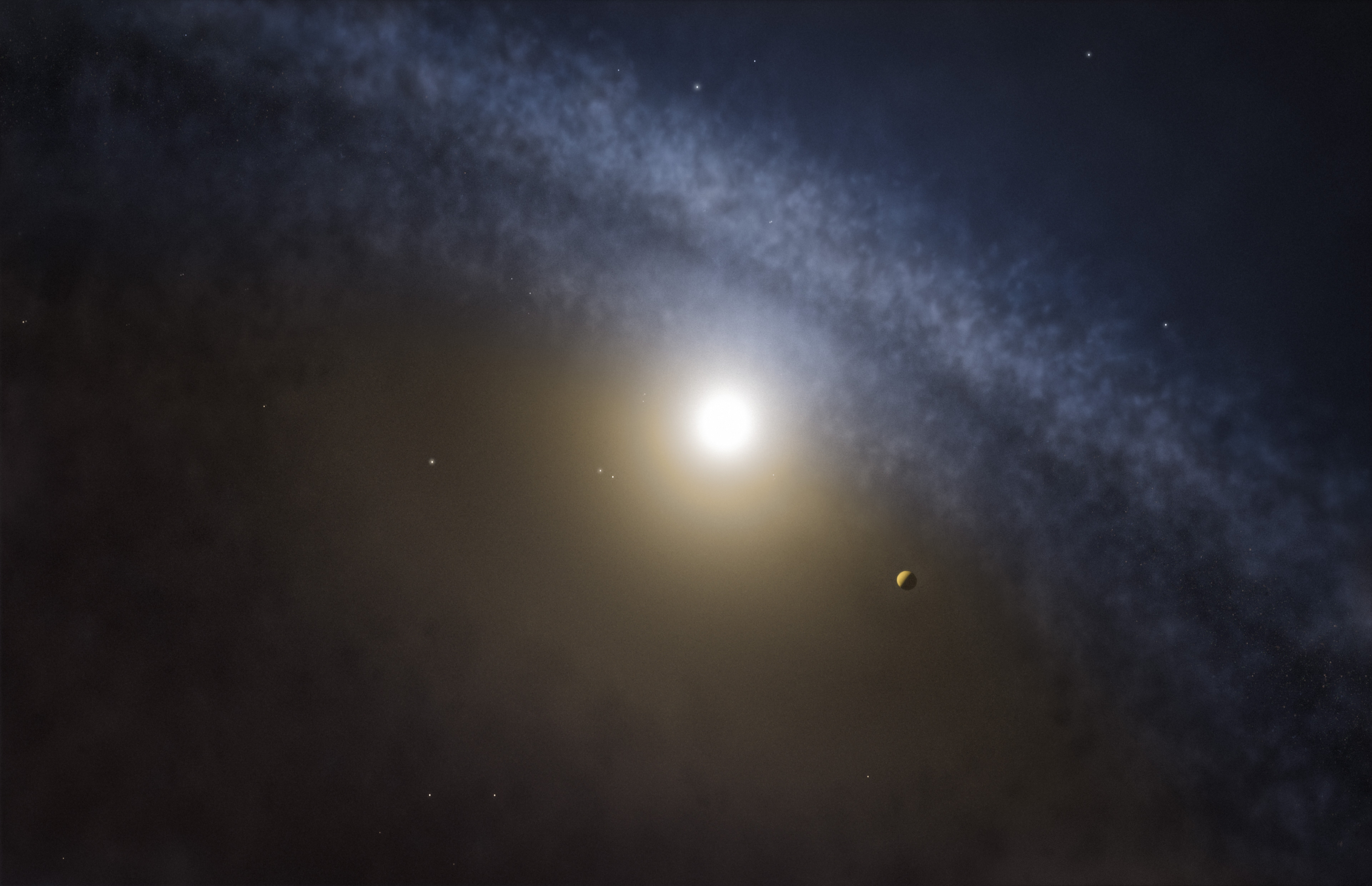
Representação artística de um disco de transição ao redor de uma estrela jovem.

- O cinturão de asteroides é um reservatório de pequenos objetos no Sistema Solar, localizado entre as órbitas de Marte e Júpiter. É uma fonte de poeira interplanetária.
- O cinturão de Edgeworth-Kuiper, além da órbita de Netuno.
- O disco disperso, além da órbita de Netuno.
- A nuvem de Hills; apenas a nuvem de Oort interior possui forma toroidal. A nuvem de Oort exterior tem forma mais esférica, fazendo dela um envelope circunstelar.

## Sistema binário
A admissão de gás em um sistema binário permite a formação de discos cincunstelar e circumbinário. A formação de um tal disco ocorre para qualquer sistema binário em que o gás admitido contenha algum grau de momento angular. Observa-se uma progressão geral da formação de disco com níveis crescentes de momento angular:
- Disco circumprimário é o que orbita a estrela primária (isto é, a mais massiva) do sistema binário.[4] Este tipo de disco se forma por acreção quando existe algum momento angular no gás admitido.[4]
- Disco circunsecundário é o que orbita a estrela secundária do sistema binário. Este tipo de disco se forma apenas quando um nível suficientemente alto de momento angular está presente no gás admitido. A quantidade de momento angular requerida depende da razão de massas entre as estrelas secundária e primária.
- Disco circumbinário é o que orbita tanto a estrela primária quanto a secundária. Um disco deste tipo se forma mais tarde do que os discos circumprimário e circunsecundário, com um raio interior muito maior do que o raio orbital do sistema binário. Um disco circumbinario pode se formar com um limite superior de massa de aproximadamente 0,005 massa solar,[5] ponto em que o sistema binário é, geralmente, incapaz de perturbar o disco com força suficiente para que continue sendo acretado gás  aos discos circumprimário e circunsecundário.[4] Um exemplo de disco circumbinário pode ser visto em torno do sistema estelar GG Tauri.[6]

Uma vez que o disco circunstelar se tenha formado, ondas de densidade espirais são criadas dentro do material circunstelar, por meio de um torque diferencial devido à gravidade da binária. A maioria desses discos se forma com simetria axial em relação ao plano da binária, mas é possível que processos como o efeito Bardeen-Pettersen, um campo magnético dipolar desalinhado, e a pressão de radiação produzam uma torção ou inclinação significativas em um disco originalmente plano.
Forte evidência de discos inclinados é vista nos sistemas Her X-1, SMC X-1 e SS 433, entre outros, onde se vê um bloqueio periódico na linha de visão de emissões de raios X na ordem de 50-200 dias, muito mais lento do que a órbita do sistema binário, de ~1 dia. Acredita-se que o bloqueio periódico seja resultado de precessão de um disco circumprimário ou circunsecundário, que normalmente são retrógrados em relação à órbita do binário, como resultado do mesmo torque diferencial que cria ondas de densidade espirais em um disco com simetria axial.
Podem ser vistas evidências de discos circumbinários inclinados através da geometria entortada dentro de discos circunstelares, da precessão de jatos protoestelares e de órbitas inclinadas de objetos circumplanetares (como se vê na binária eclipsante TY CrA). Para discos que orbitam uma binária com baixa razão de massa entre a secundária e a primária, um disco circumbinário inclinado sofrerá uma rígida precessão com período da ordem de anos. Para discos em torno de binárias com razão de massas igual a um, os torques diferenciais serão suficientemente fortes para dividir o interior do disco em dois ou mais discos separados.

## Poeira

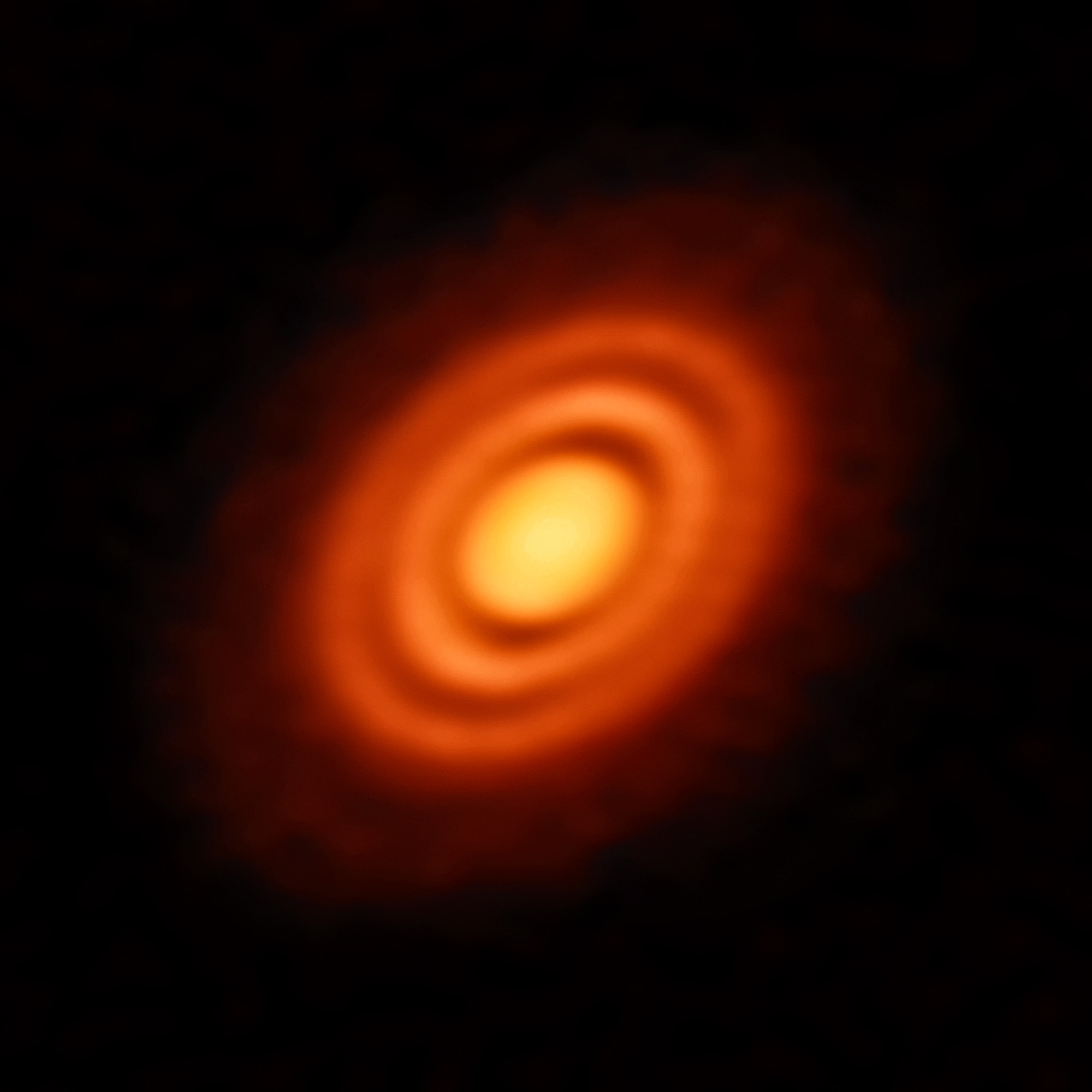
Nuvem primordial de gás e poeira cercando a estrela jovem HD 163296.

- Discos de detritos consistem de planetesimais, juntamente com poeira fina e pequenas quantidades de gás geradas por suas colisões e por evaporação. O gás e as partículas pequenas de poeira originais foram dispersados ou acumulados em planetas.[12]
- Nuvem zodiacal ou poeira interplanetária é o material criado no Sistema Solar pela colisão de asteroides e evaporação de cometas, visto por observadores na Terra como uma banda de luz espalhada ao longo da eclíptica antes do nascer ou depois do pôr do Sol.
- Poeira exozodiacal é a poeira ao redor de outra estrela que não o Sol, em localização análoga à da luz zodiacal no Sistema Solar.

## Estágios
Os estágios em discos circunstelares se referem à estrutura e à composição principal do disco em diferentes ocasiões durante a sua evolução. Os estágios incluem as fases em que o disco se compõe principalmente de partículas menores que um mícron, a evolução dessas partículas em grãos e objetos maiores, a aglomeração dos objetos maiores em planetesimais e o crescimento e evolução orbital dos planetesimais em sistemas planetários, como o nosso Sistema Solar e muitas outras estrelas.
Principais estágios da evolução de discos circunstelares:
- Disco protoplanetário: neste estágio, grandes quantidades de material primordial (por exemplo, gás e poeira) estão presentes e o disco é suficientemente massivo para ter potencial para formar planeta.
- Disco de transição: neste estágio, o disco mostra significativa redução na presença de gás e poeira e apresenta propriedades entre o disco protoplanetário e o disco de detritos.
- Disco de detritos: neste estágio o disco circunstelar é um tênue disco de poeira, apresentando pequena ou mesmo nenhuma quantidade de gás. Ele se caracteriza por possuir poeiras com idade menor do que a do disco, indicando que o disco é de segunda geração e não primordial.

## Dissipação do disco e evolução

V1247 Orionis é uma estrela jovem e quente, cercada por um anel dinâmico de gás e poeira.

A dissipação de material é um dos processos responsáveis pela evolução de discos circunstelares. Juntamente com informação sobre a massa da estrela central, a dissipação de material em diferentes estágios de um disco circunstelar pode ser usada para determinar a escala de tempo envolvida em sua evolução. Por exemplo, observações do processo de dissipação em discos de transição (discos com grandes buracos interiores) indicam que a idade média estimada de um disco circunstelar é de aproximadamente 10 milhões de anos.
O processo de dissipação e sua duração em cada estágio não são bem compreendidos. Diversos mecanismos, com diferentes predições para as propriedades observadas dos discos, foram propostos para explicar a dispersão em discos circunstelares. Mecanismos como a opacidade decrescente da poeira devido ao crescimento do grão, fotoevaporação de material por fótons de raios X ou ultravioleta da estrela central (vento estelar) ou a influência dinâmica de um planeta gigante se formando dentro do disco são alguns dos processos que foram propostos para explicar a dissipação.
A dissipação é um processo que ocorre continuamente em discos circunstelares em toda a vida da estrela central; além disso, para o mesmo estágio, é um processo que está presente em diferentes partes do disco. A dissipação pode ser dividida em dissipação do disco interior, dissipação do disco intermediário e dissipação do disco exterior, dependendo da parte do disco considerada.
A dissipação do disco interior ocorre na parte interna do disco (<0,05 – 0,1 UA). Como está mais próxima da estrela, esta região é também a mais quente, logo o material lá presente tipicamente emite radiação na região do espectro eletromagnético próxima do infravermelho. Estudo da radiação emitida pela poeira muito quente presente nesta parte do disco indica que há uma conexão empírica entre a acreção de um disco para a estrela e ejeções em um fluxo de saída.
A dissipação do disco intermediário ocorre na região intermediária do disco (1 – 5 UA) e se caracteriza pela presença de material muito mais frio do que na parte interior do disco. Consequentemente, a radiação emitida por esta região possui comprimento de onda muito maior, até mesmo na região infravermelha média, o que a torna muito difícil de ser detectada e de predizer a escala de tempo da dissipação desta região. Estudos forneceram uma faixa larga de valores, predizendo escalas de tempo entre menos de 10 até 100 milhões de anos.
A dissipação no disco exterior  ocorre em regiões entre 50 a 100 UA, onde as temperaturas são muito menores e o comprimento de onda da radiação emitida chega à região do milímetro do espectro eletromagnético. A massa média da poeira para esta região foi reportada como ~ 10−5 massas solares. Estudos de discos de detritos antigos (107 − 109 anos) sugerem massas tão baixas quanto 10−8 massas solares, implicando que a difusão em discos exteriores ocorre em uma escala de tempo muito grande.
Como mencionado, discos circunstelares não são objetos em equilíbrio, e em lugar disso estão evoluindo constantemente. A evolução da densidade superficial {\displaystyle \Sigma } do disco, que é a quantidade de massa por unidade de área tal que a densidade volumétrica em uma locação particular do disco foi integrada sobre uma estrutura vertical, é dada por: {\displaystyle {\frac {\partial \Sigma }{\partial t}}={\frac {3}{r}}{\frac {\partial }{\partial r}}\left[r^{1/2}{\frac {\partial }{\partial r}}\nu \Sigma r^{1/2}\right]}, onde {\displaystyle r} é a locação radial no disco e {\displaystyle \nu } é a viscosidade na locação {\displaystyle r}. Esta equação assume simetria axial no disco, mas é compatível com qualquer estrutura vertical do disco.
A viscosidade no disco, seja molecular, turbulenta ou outra, transporta momento angular para fora do disco, e a maior parte da massa para dentro, que ao final é acretada ao objeto central. A massa acretada à estrela {\displaystyle {\dot {M}}} em termos da viscosidade do disco {\displaystyle \nu } é expressa por {\displaystyle {\dot {M}}=3\pi \nu \Sigma \left[1-{\sqrt {\frac {r_{\text{in}}}{r}}}\right]^{-1}}, onde {\displaystyle r_{\text{in}}} é o raio interno.